# Petrochori (Ahaia)
Petrochori  este un oraș în Grecia în Prefectura Ahaia.